# Venus and Mars
| 전문가 평가                    | 전문가 평가    |
| 평가 점수                      | 평가 점수      |
| 출처                           | 점수           |
| ------------------------------ | -------------- |
| AllMusic                       | [ 1 ]          |
| Christgau's Record Guide       | B+             |
| Classic Rock                   | 8/10           |
| The Essential Rock Discography | 6/10           |
| Mojo                           | [ 5 ]          |
| MusicHound                     | 2/5            |
| Q                              | [ 7 ]          |
| Record Collector               | [ 8 ]          |
| Rolling Stone                  | (unfavourable) |
| The Rolling Stone Album Guide  | [ 10 ]         |

《Venus and Mars》는 영국과 미국의 록 밴드 윙스의 네 번째 스튜디오 음반이며, 1970년 비틀즈의 해체 이후 폴 매카트니의 여섯 번째 음반이다. 1975년 5월 《Band on the Run》의 후속작으로 발매된 《Venus and Mars》는 윙스의 상업적 성공을 지속시켰고 1년 간의 월드 투어를 위한 발판을 마련했다. 이 음반은 매카트니가 애플 레코드가 아닌 캐피틀 레코드가 전 세계에 발매한 첫 포스트 비틀즈 음반이었다.
매카트니는 아내 린다 매카트니, 기타리스트 데니 레인과 함께 《Band on the Run》을 3부작으로 녹음한 뒤 1974년 기타리스트 지미 맥컬로치와 드러머 제프 브리튼을 밴드에 영입했다. 음반 녹음 세션은 1974년 11월과 1975년 초에 런던, 뉴올리언스, 로스앤젤레스에서 열렸다. 세션 동안 개인적인 긴장감 때문에 브리튼은 6개월 후에 그만두게 되었고, 이 밴드는 음반을 끝내기 위해 미국의 드러머 조 잉글리시를 영입해야 했다. 《Venus and Mars》에는 1969년 비틀즈의 음반 《Abbey Road》를 연상시키는 스타일로 함께 연결된 곡들도 수록되어 있다.
싱글곡 〈Listen to What the Man Said〉가 선정한 《Venus and Mars》는 미국, 영국 그리고 다른 나라들에서 1위를 차지했다. 그것은 또한 음악 평론가들로부터 호평을 받았으나 궁극적으로 전임자에 비해 열등하다고 여겨졌다. 이 음반은 1987년에 CD로, 1993년에 《The Paul McCartney Collection》의 일부로 보너스 트랙으로 재발매되었다. 이후 2014년 리마스터링되었으며, 보너스 트랙과 미공개 소재의 디럭스판으로 발매되었다.

## 배경 및 녹음
매카트니는 1974년 윙스 라인업에 아내 린다, 기타리스트 데니 레인과 함께 《Band on the Run》(1973년)을 3피스로 녹음한 뒤 리드 기타에 지미 맥컬로치, 드럼에 제프 브리튼을 추가했다. 다음 음반의 신곡 몇 곡을 작곡한 매카트니는 루이지애나주 뉴올리언스를 녹음 장소로 정했고, 1975년 1월 윙스가 그곳을 향했다. 윙스는 뉴올리언스로 출발하기 전 1974년 11월 런던 애비 로드 스튜디오에서 〈Letting Go〉, 〈Love In Song〉 그리고 〈Medicine Jar〉라는 세 곡을 녹음했으며 이후 1월과 2월 사이 씨생트 스튜디오에서 모든 곡을 오버더빙을 했다.
세션이 시작되자마자, 내슈빌에서 윙스의 1974년 세션 동안 맥컬로치와 브리튼 사이에 분명했던 성격 충돌이 더욱 뚜렷해졌고, 6개월의 임기를 마친 브리튼은 신곡 중 세 곡만 연주한 채 윙스를 그만두었다. 대체자인 미국인 조 잉글리시는 재빨리 오디션을 받고 고용되어 음반을 완성했다.
세션은 완성된 음반뿐만 아니라 두 개의 미래 매카트니 B-사이드, 〈Lunch Box/Odd Sox〉와 〈My Carnival〉을 포함한 몇 곡의 추가곡들도 생산적인 것으로 증명되었다. 매카트니 역시 비틀즈가 《Abbey Road》에서 가졌던 것처럼 음반의 곡들을 함께 연결시켜 《Venus and Mars》에게 더욱 지속적인 느낌을 주기로 했다.

## 곡 목록
모든 곡들은 특별한 언급이 없는 한 폴 매카트니와 린다 매카트니에 의해 작사/작곡하였다.
| #  | 제목                         | 재생 시간 |
| -- | ---------------------------- | --------- |
| 1. | 〈Venus and Mars〉           | 1:16      |
| 2. | 〈Rock Show〉                | 5:35      |
| 3. | 〈Love in Song〉             | 3:04      |
| 4. | 〈You Gave Me the Answer〉   | 2:15      |
| 5. | 〈Magneto and Titanium Man〉 | 3:16      |
| 6. | 〈Letting Go〉               | 4:33      |

| #   | 제목                                     | 작사·작곡                | 리드 보컬     | 재생 시간 |
| --- | ---------------------------------------- | ------------------------ | ------------- | --------- |
| 7.  | 〈Venus and Mars (Reprise)〉             |                          |               | 2:05      |
| 8.  | 〈Spirits of Ancient Egypt〉             |                          | 데니 레인     | 3:04      |
| 9.  | 〈Medicine Jar〉                         | 지미 맥컬로치, 콜린 앨런 | 지미 맥컬로치 | 3:37      |
| 10. | 〈Call Me Back Again〉                   |                          |               | 4:57      |
| 11. | 〈Listen to What the Man Said〉          |                          |               | 3:57      |
| 12. | 〈Treat Her Gently – Lonely Old People〉 |                          |               | 4:21      |
| 13. | 〈Crossroads Theme〉                     | 토니 해치                |               | 1:00      |

## 인증
| 국가                       | 인증     | 판매량/출하량 |
| -------------------------- | -------- | ------------- |
| 캐나다 (뮤직 캐나다)       | 플래티넘 | 100,000^      |
| 일본 (오리콘 차트)         | —        | 152,000       |
| 영국 (BPI)                 | 플래티넘 | 300,000^      |
| 미국 (RIAA)                | 플래티넘 | 1,000,000^    |
| ^출하량을 기반으로 한 인증 |          |               |